# HMS Isis (D87)
L'HMS Isis va ser un dels nou destructors de classe I construïts per a la Royal Navy durant la dècada de 1930.

## Descripció
Els vaixells de classe I eren versions millorades de la classe H anterior. Desplaçaven 1.370 tones llargues (1.390 t) amb càrrega estàndard i 1.888 tones llargues (1.918 t) amb càrrega profunda . Els vaixells tenien una longitud total de 323 peus (98,5 m), una mànega de 33 peus (10,1 m) i un calat de 12 peus i 6 polzades (3,8 m). Estaven accionats per dues turbines de vapor Parsons, cadascuna impulsava un eix de l'hèlix , utilitzant vapor proporcionat per tres calderes de tres tambors Admiralty. Les turbines van desenvolupar un total de 34.000 cavalls de potència (25.000 kW) i estaven destinades a donar una velocitat màxima de 35,5 nusos (65,7 km/h; 40,9 mph). L' Isis va assolir una velocitat de 35,3 nusos (65,4 km/h; 40,6 mph) des de 33.849 shp (25.241 kW) durant les seves proves de mar. Els vaixells transportaven prou fuel per donar-los una autonomia de 5.500 milles nàutiques(10.200 km; 6.300 milles) a 15 nusos (28 km/h; 17 mph). La seva tripulació comptava amb 145 oficials i mariners.
Els vaixells muntaven quatre canons Mark IX de 4,7 polzades (120 mm) en muntatges individuals, designats "A", "B", "X" i "Y" de proa a popa . Per a la defensa antiaèria (AA), tenien dos muntatges quàdruples per a metralladores Vickers Mark III de 0,5 polzades. La classe I estava equipada amb dos muntatges de tubs de torpedes quintuples sobre l'aigua al mig del vaixell per a torpedes de 21 polzades (533 mm). Es van instal·lar un bastidor de càrregues de profunditat i dos llançadors; Originalment portaven 16 càrregues de profunditat, però això va augmentar a 35 poc després que comencés la guerra. Els vaixells de classe I estaven equipats amb el sistema de detecció de so ASDIC per localitzar submarins sota l'aigua.

## Construcció i carrera
A l'Isis, anomenat així per la deessa egípcia, se va col·locar la quilla el 6 de febrer de 1936 per Yarrow and Company, a Scotstoun a Glasgow, avarat el 12 de novembre de 1936 i posat en servei el 2 de juny de 1937.
L'Isis va participar en l'evacuació de Grècia l'abril de 1941. L'Isis va ser colpejat el 1941 davant de Beirut, al Líban , després de la batalla de Creta. Va perseguir dos destructors francesos de Vichy que van escapar. Un avió Junkers Ju 88 el va atacar i el va danyar malbé greument. L'Hero va intentar remolcar-lo fins a Haifa. La corda de remolc es va trencar, però els motors es van reiniciar i va arribar amb èxit a Haifa.
El 19 de febrer de 1943 ella i el destructor d'escorta HMS Hursley i un bombarder mitjà Vickers Wellington van atacar i enfonsar el submarí alemany U-562 al mar Mediterrani al nord-est de Bengasi.
L'Isis va colpejar una mina i es va enfonsar el 20 de juliol de 1944 a la posició 49° 27′ N, 0° 41′ O / 49.450°N,0.683°O al canal "T" del sector occidental de les platges del desembarcament de Normandia. Va ser l'últim destructor estàndard d'entreguerres perdut a la guerra, amb onze oficials i 143 mariners perduts.